# 신민아 (축구 선수)
신민아(1991년 2월 3일 ~ )는 대한민국의 축구 선수이다.

## 경력
- 2021~ 서울시청
- 2014 현대제철 레드엔젤스
- 2011 수원시시설관리공단 여자축구단
- 2011 제26회 심천 하계유니버시아드대회 축구 국가대표
- 2009 AFC U-19 여자 챔피언십 국가대표
- 2009 제25회 베오그라드 하계유니버시아드대회 축구 국가대표
- 2008 FIFA U-17 여자 월드컵 국가대표
- 2007 AFC U-16 여자 챔피언십 국가대표

## 수상
- 2009 제25회 베오그라드 하계유니버시아드대회 여자 축구 금메달
- 2009 AFC U-19 여자 챔피언십 은메달
- 2009 대한축구협회 고등부 여자부문 최우수선수상
- 2007 AFC U-16 여자 챔피언십 동메달

## 학력
- 서울동명초등학교 (졸업)
- 오주중학교 (졸업)
- 동산정보산업고등학교 (졸업)
- 한양여자대학교 사회체육학과 전문학사 (졸업)